# Újhelymogyoród
Újhelymogyoród (1899-ig Lieszkovecz, szlovákul Kysucký Lieskovec) község Szlovákiában, a Zsolnai kerületben, a Kiszucaújhelyi járásban.

## Fekvése
Zsolnától 15 km-re északkeletre, javarészt a Kiszuca jobb partján fekszik.

## Története
A települést a 14. század végén a zsolnai német jog alapján alapították, 1438-ban „Lezkovecz” néven említik először. 1506-ban „Lezkovcz”, 1598-ban „Lieskowecz” néven írják. A budatíni váruradalom része volt. 1598-ban malom és 13 ház állt itt. 1784-ben 124 házában 681 lakos élt.
A 18. század végén Vályi András így ír róla: „Morvai Lieszkovecz. Földes Ura G. Königszek Uraság, lakosai katolikusok, fekszik Kis Úcza Újhelynek szomszédságában, mellynek filiája, legelője jó, piatzozása közel, de földgye közép termékenységű.”
1828-ban 150 háza és 971 lakosa volt. Lakói mezőgazdasággal, drótossággal, zsindelykészítéssel, halászattal foglalkoztak. Később sokan átjártak csehországi és morvaországi idénymunkákra.
Fényes Elek 1851-ben kiadott geográfiai szótárában így ír a faluról: „Lieszkovecz, tót falu, Trencsén vmegyében, Dubnicza mellett: 242 kath. lak. F. u. gr. Königsegg. Ut. posta Trencsén.”
A trianoni békéig Trencsén vármegye Kiszucaújhelyi járásához tartozott.

## Népessége
| Év:            | 1994. | 2004.   | 2014.   | 2024.   |
| -------------- | ----- | ------- | ------- | ------- |
| Emberek száma: | 2248  | 2267    | 2340    | 2322    |
| Eltérés:       |       | +0,84 % | +3,22 % | -0,76 % |

| Év:            | 2023. | 2024.   |
| -------------- | ----- | ------- |
| Emberek száma: | 2352  | 2322    |
| Eltérés:       |       | -1,27 % |

1910-ben 850 lakosából 840 szlovák anyanyelvű volt.
2001-ben 2229 lakosából 2208 szlovák volt.
2011-ben 2349 lakosából 2322 szlovák volt.
2021-ben 2378 lakosából 2245 (+1) szlovák, 1 magyar, 16 (+9) egyéb és 116 ismeretlen nemzetiségű volt.

## Nevezetességei
- Szent András apostol tiszteletére szentelt római katolikus temploma 1950-ben épült.

## Külső hivatkozások
- E-obce.sk Archiválva 2009. október 17-i dátummal a Wayback Machine-ben
- Községinfó
- Újhelymogyoród Szlovákia térképén
- Eobec.sk